# Neath (distrikt)
Neath var ett distrikt i grevskapet West Glamorgan, i Wales. Detta distrikt hade 66 300 invånare år 1992. Distriktet upprättades den 1 april 1974 genom att borough Neath slogs ihop med del av landsdistriktet Neath. Det avskaffades 1 april 1996 och blev en del av Neath and Port Talbot.